# Четири километра на сат
Четири километра на сат је југословенски филм из 1958. године. Режирао га је Велимир Стојановић, а сценарио је писао Ратко Ђуровић.

## Радња
Филм говори о предратној Југославији у Паланци. Два посланичка кандидата се боре за гласове свим средствима. За живот паланке, односи њених грађана и ђачка љубав младића и девојке чији су родитељи политички противници.

## Улоге
| Глумац                 | Улога                      |
| ---------------------- | -------------------------- |
| Жарко Митровић         | газда Живко                |
| Јовиша Војиновић       | газда Бајто                |
| Милан Срдоч            | пијанац                    |
| Петар Вујовић          | директор школе             |
| Павле Вуисић           | кафеџија Глига             |
| Милорад Мајић          | Оп Јо                      |
| Станко Буханац         | Службеник осигурања        |
| Васо Перишић           | Бркати                     |
| Јован Гец              | шеф полиције               |
| Павле Богатинчевић     | професор француског језика |
| Миодраг Петровић Чкаља | професор психологије       |
| Александар Стојковић   | послужитељ Салета          |
| Сабрија Бисер          | Газда Живков помоћник      |
| Браслав Борозан        | свештеник                  |
| Вељко Мандић           | наредник                   |
| Александар Груден      | ученик Милан               |
| Снежана Михајловић     | Ученица Маја               |
| Радисав Радојковић     |                            |
| Иван Ђурђевић          |                            |
| Радомир Шобота         |                            |
| Боса Стојадиновић      |                            |
| Петар Обрадовић        |                            |

Комплетна филмска екипа  ▼
| Редитељ                   | Велимир Стојановић  |                                             |
| Сценариста                | Ратко Ђуровић       | (писац)                                     |
| Композитор                | Бојан Адамич        |                                             |
| Директор фотографије      | Ненад Јовичић       | директор фотографије                        |
| Монтажер                  | Катарина Стојановић |                                             |
| Сценограф                 | Миомир Денић        |                                             |
| Уметнички директор        | Александар Миловић  |                                             |
| Декоратер сцене           | Вукашин Младеновић  | (као Вуле Младеновић)                       |
| Костимограф               | Соња Шербан         |                                             |
| Одсек за шминку           | Карло Булић         | шминкер                                     |
| Одсек за шминку           | Савета Ковач        | шминкерка                                   |
| Одсек за шминку           | Милица Симончевић   | шминкерка                                   |
| Менаџер продукције        | Властимир Јовановић | помоћник директора филма (као В. Јовановић) |
| Менаџер продукције        | Т. Михајловић       | помоћник организатора                       |
| Менаџер продукције        | Жарко Павловић      | организатор (као Ж. Павловић)               |
| Менаџер продукције        | Душан Петровић      | директор филма                              |
| Помоћник режије           | Светислав Павловић  | први помоћник редитеља                      |
| Помоћник режије           | Угљеша Врбица       | други помоћник редитеља                     |
| Уметнички одсек           | Миладин Аранђеловић | сет дизајнер                                |
| Одсек за звук             | Душан Алексић       | тон мајстор                                 |
| Одсек за звук             | Иван Закић          | микроман (као И. Закић)                     |
| Одсек за камеру и расвету | Борислав Бранковић  | вођа расвете (као Б. Бранковић)             |
| Одсек за камеру и расвету | Милан Милијановић   | пратилац камере (као М. Милијановић)        |
| Одсек за камеру и расвету | Богољуб Петровић    | пратилац камере                             |
| Одсек за камеру и расвету | Душан Вукелић       | фотограф (као Д. Вукелић)                   |
| Одсек за костим           | Борка Субарановић   | гардеробер                                  |
| Одсек за монтажу          | Бранка Чеперац      | асистент монтажера (као Б. Чеперац )        |
| Одсек за монтажу          | Лáсзлó Ковáцс       | колориста: рестаурација                     |
| Музички одсек             | Петар Радосављевић  | музички сарадник                            |
| Остала екипа              | Катица Бањанин      | секретар режије                             |